# Střední odborná škola mediální grafiky a polygrafie Rumburk
Střední odborná škola mediální grafiky a polygrafie Rumburk (SOSmgp) je střední odborná škola ve Šluknovském výběžku. Na této škole se vyučuje komplexní obor polygrafie.

## Historie
Počátkem osmdesátých let se začala psát historie polygrafická. V roce 1981 vzniklo Střední odborné učiliště polygrafické Rumburk. Areál zámku byl přestavěn. Budova zámku byla spojovací budovou propojena s bývalou hospodářskou budovou, která byla zvýšena o jedno patro. Jak již bylo uvedeno, změnil se také vjezd na nádvoří.
Svoji tradici tato škola odvozuje od Středního odborného učiliště polygrafického, které v Rumburku vzniklo v roce 1981 z bývalé učňovské školy a jeho zřizovatelem byl n. p. Severografia, jenž ve své době patřil mezi největší polygrafické podniky v tehdejším Československu. Toto učiliště mělo více než sto zaměstnanců, působilo v šestnácti objektech v pěti obcích Šluknovského výběžku a na výkon polygrafických profesí připravovalo 450 žáků. Po roce 1990, kdy došlo k rozpadu zřizovatelského podniku a privatizaci jeho částí, bylo třeba přistoupit také k restrukturalizaci odborného učiliště, po které v něm zůstalo pouze 35 zaměstnanců a 180 žáků.
V roce 1992 se stalo samostatným právním subjektem a od roku 1994 byla jeho činnost soustředěna do areálu v Rumburku, kde dodnes působí ve dvou objektech. Za dobu své existence SOU polygrafické změnilo několikrát také svého zřizovatele. Po Severografii byly jeho zřizovateli postupně Ministerstvo průmyslu ČR, Ministerstvo hospodářství ČR, Ministerstvo školství, mládeže a tělovýchovy ČR a od roku 1999 se posledním zřizovatelem stal Ústecký kraj. V roce 2005 došlo k další transformaci učiliště na střední odbornou školu a střední odborné učiliště a od března roku 2006 působí pod novým názvem Střední odborná škola mediální grafiky a polygrafie Rumburk, příspěvková organizace.
V současné době navštěvuje rumburskou SOŠ mediální grafiky a polygrafie více než 200 studentů ze sedmi krajů České republiky. Škola nabízí studium v sedmi učebních a studijních oborech.
Studijní obor polygrafický průmysl otevíráme každý druhý rok nebo jednou za dva roky, abychom umožnili absolventům tříletých nematuritních oborů získat maturitu. Současný školský zákon umožňuje získat maturitu také formou studia podle individuálního studijního plánu, ale zájemců o toto nástavbové studium zatím příliš mnoho nemáme.
Praktická výuka na naší škole probíhá ve dvousměnném provozu, aby mohlo být v maximální možné míře využito naše technologické vybavení, a to nejenom k vlastní výuce, ale současně také k produktivní činnosti, ze které získáváme finanční prostředky na činnost školy a obnovu jejího technologického vybavení.
O úspěšnosti vzdělávací činnosti odborné oborové školy v Rumburku svědčí skutečnost, že přibližně jedna pětina jejích absolventů pokračuje ve studiu na vysoké škole a poměrně vysoké procento absolventů nachází uplatnění ve firmách, ve kterých v průběhu studia vykonávali odbornou praxi.

## Současnost
Ve škole je moderní polygrafické vybavení a používá se zde ofsetová technologie CTP (computer to plate). Škola disponuje dvěma jednobarevnými tiskařskými stroji a dvěma dvoubarevnými tiskařskými stroji (jeden z nich je plně řízen pomocí počítače). Škola dále vlastní několik vybavených počítačových učeben pro odborný výcvik pracujících na platformách Windows a Mac. Nedílnou součástí je i vlastní knihárna, kde se žáci naučí knižní vazby, zdobení knih a zlacení knižních desek. Žáci maturitních oborů se mimo jiné učí i tvorbu webových stránek.